# Lomsjön (Sköldinge socken, Södermanland)
Lomsjön är en sjö i Katrineholms kommun i Södermanland och ingår i Nyköpingsåns huvudavrinningsområde.